# Успение Богородично (Арчар)
Вижте пояснителната страница за други значения на Успение Богородично.
„Успение на Пресвета Богородица“ е православна църква във видинското село Арчар.
Църквата е построена в началото на миналия век. Тя е втора по големина във Видинска област.
През 2013 г. църквата е изцяло ремонтирана и обновена.